# Graben-Neudorf
Graben-Neudorf là một thị trấn ở huyện Karlsruhe, bang Baden-Württemberg, Đức. Đô thị này có diện tích 28,8 km², dân số thời điểm 31 tháng 12 năm 2006 là 11.621 người.